# John Catlin
John Catlin, född 15 november 1990 i Sacramento i Kalifornien, är en amerikansk professionell golfspelare som spelar på Asian Tour och PGA European Tour. Han spelar också för Liv Golf vid behov. Catlin har tidigare spelat bland annat på PGA Tour Canada.
Han har vunnit sex Asian-vinster och tre European-vinster. Catlins bästa resultat i majortävlingar är en delad 16:e plats vid 2024 års The Open Championship och erhöll 202 700 amerikanska dollar i prispengar. Hans bästa prestation i Liv Golf var när Catlin kom på delad sjunde plats vid Liv Golf Nashville samma år och erhöll 562 500 dollar i prispengar.